# Slag bij Cabra
De Slag om Cabra vond plaats in 1079 in het zuiden van Spanje tussen twee islamitische staten, Granada en Sevilla. Elke zijde werd geholpen door Castiliaanse ridders onder Alfonso VI. Het resulteerde in een overwinning voor Rodrigo Díaz de Vivar (bijgenaamd El Cid), die de binnenvallende troepen van Emir Abd Allah van Granada en zijn christelijke bondgenoten onder leiding van graaf García Ordóñez een nederlaag toebracht. El Cid nam Ordóñez en andere christelijke ridders gevangen en hield ze drie dagen vast, totdat ze werden vrijgelaten om terug te keren naar Castilië.
Hierna versloeg Alfonso VI (al koning van Castilië en León) in de Slag om Coria de emir van Badajoz, Al-Mutawwakkil.
Al-Mutawwakkil zag hierna af van de controle over Toledo. Een garnizoen van het koninkrijk León werd in Zorita ten oosten van Toledo gevestigd.